# Cào cào lúa
Cào cào lúa (Oxya) là một chi châu chấu thuộc họ Acrididae được tìm thấy ở châu Phi và châu Á.

## Đặc điểm hình thái
Cào cào lúa trưởng thành dài 40 – 45mm (con đực nhỏ hơn con cái) có màu xanh vàng hoặc nâu, râu hình sợi chỉ, hai bên đỉnh đầu về phía mắt kép có hai vệt sọc màu nâu kéo dài suốt ba đốt ngực. Mảnh lưng của đốt bụng đặc biệt con cái có dạng gai.
Trứng được đẻ dưới đất thành từng khối vài chục quả kết dính với nhau, bên ngoài được bao phủ bởi một lớp bọt dính để khỏi bị khô. Trứng hơi cong ở giữa, đầu to., luôn ở dạng túi. Cào cào lúa non mới nở không có cánh, màu xanh, có hai sọc đen chạy dọc theo thân.
Vòng đời 4- 5 tháng, tuỳ từng điều kiện sinh thái từng vùng vòng đời thay đổi. Trong đó, giai đoạn trứng: 15-30 ngày; sâu non: 50-60 ngày; cào cào trưởng thành có thể sống 2-3 tháng. Một cào cào lúa cái trưởng thành có thể đẻ trên 100 trứng, trứng được đẻ trong đất, trên đồng cỏ hoặc trên bẹ lá lúa.

## Tập tính và đặc điểm gây hại
Cào cào lúa là loài đa thực, phá hoại nhiều loại cây trồng. Ký chủ chính là cây lương thực (lúa, bắp, mía). Chúng phát sinh nhiều ở vùng đất cao có nhiều bãi cỏ hoang, từ đó di chuyển vào ruộng lúa phá hại. Gặp điều kiện thích hợp, trời mưa cây cỏ xanh tốt cào cào lúa có thể tích luỹ mật số thành đàn di chuyển phá hại.
Hoạt động phá hại chủ yếu vào ban đêm, chúng ăn khuyết lá, lủng thành màng chừa gân chính, cắn đứt bông lúa, gây ra lép. Mật độ cao phá hại làm ruộng lúa xơ xác. Có thể ăn cả cỏ trong ruộng và trên bờ.
Xuất hiện nhiều ở lúa đông xuân. Trên lúa đông xuân – lứa 1. Lúa hè thu – lứa 2. Lúa mùa và kết thúc lứa 2 vào tháng 9 – 10. Cuối mùa mưa mật số cào cào thường là thấp. Sau khi đẻ trứng vào cuối tháng 10 – 11 cào cào lúa trưởng thành và chết.
Gây hại ở nhiều nước trên thế giới, đặc biệt là Nhật Bản, Ấn Độ, Malaysia, Indonesia, Pakistan và Việt Nam.

## Các loài
Orthoptera Species File liệt kê những loài sau:
- Oxya adentata Willemse, 1925
- Oxya agavisa Tsai, 1931
- Oxya anagavisa Bi, 1986
- Oxya apicocingula Ma, Guo & Zheng, 1994
- Oxya bicingula Ma, Guo & Zheng, 1993
- Oxya bolaangensis Hollis, 1971
- Oxya brachyptera Zheng & Huo, 1992
- Oxya chinensis (Thunberg, 1815)
- Oxya cyanipes (Karny, 1907)
- Oxya cyanoptera Stål, 1873
- Oxya dorsigera Burmeister, 1838
- Oxya flavefemura Ma, Guo & Zheng, 1994
- Oxya fuscovittata (Marschall, 1836)
- Oxya glabra (Ramme, 1929)
- Oxya gorakhpurensis Usmani & Shafee, 1985
- Oxya grandis Willemse, 1925
- Oxya guizhouensis Yin, Yin & Zheng, 2008
- Oxya hainanensis Bi, 1986
- Oxya humeralis (Walker, 1870)
- Oxya hyla Serville, 1831 - loài điển hình
- Oxya japonica (Thunberg, 1815)
- Oxya luteola (Haan, 1842)
- Oxya manzhurica Bei-Bienko, 1929
- Oxya maoershanensis Zheng & Li, 2001
- Oxya maritima Mishchenko, 1951
- Oxya minuta Carl, 1916
- Oxya multidentata (tên tạm thời) Zheng & Huo, 1999
- Oxya nakaii Furukawa, 1939
- Oxya ningpoensis Chang, 1934
- Oxya nitidula (Walker, 1870)
- Oxya occidentalis Ichikawa, 2001
- Oxya octodentata Zheng & Jiang, 2002
- Oxya ogasawaraensis Ichikawa, 2001
- Oxya oxyura Uvarov, 1953
- Oxya prominenangula Zheng & Shi, 2001
- Oxya rammei Tsai, 1931
- Oxya rikuchuensis Ichikawa, 2001
- Oxya serrulata Krauss, 1890
- Oxya shanghaiensis Willemse, 1925
- Oxya sianensis Zheng, 1964
- Oxya squalida (Marschall, 1836)
- Oxya stresemanni Ramme, 1941
- Oxya termacingula Ma, 1995
- Oxya tridentata Willemse, 1925
- Oxya unistrigata (Haan, 1842)
- Oxya velox (Fabricius, 1787)
- Oxya vicina Brunner von Wattenwyl, 1893
- Oxya yezoensis Shiraki, 1910
- Oxya yunnana Bi, 1986

## Hình ảnh

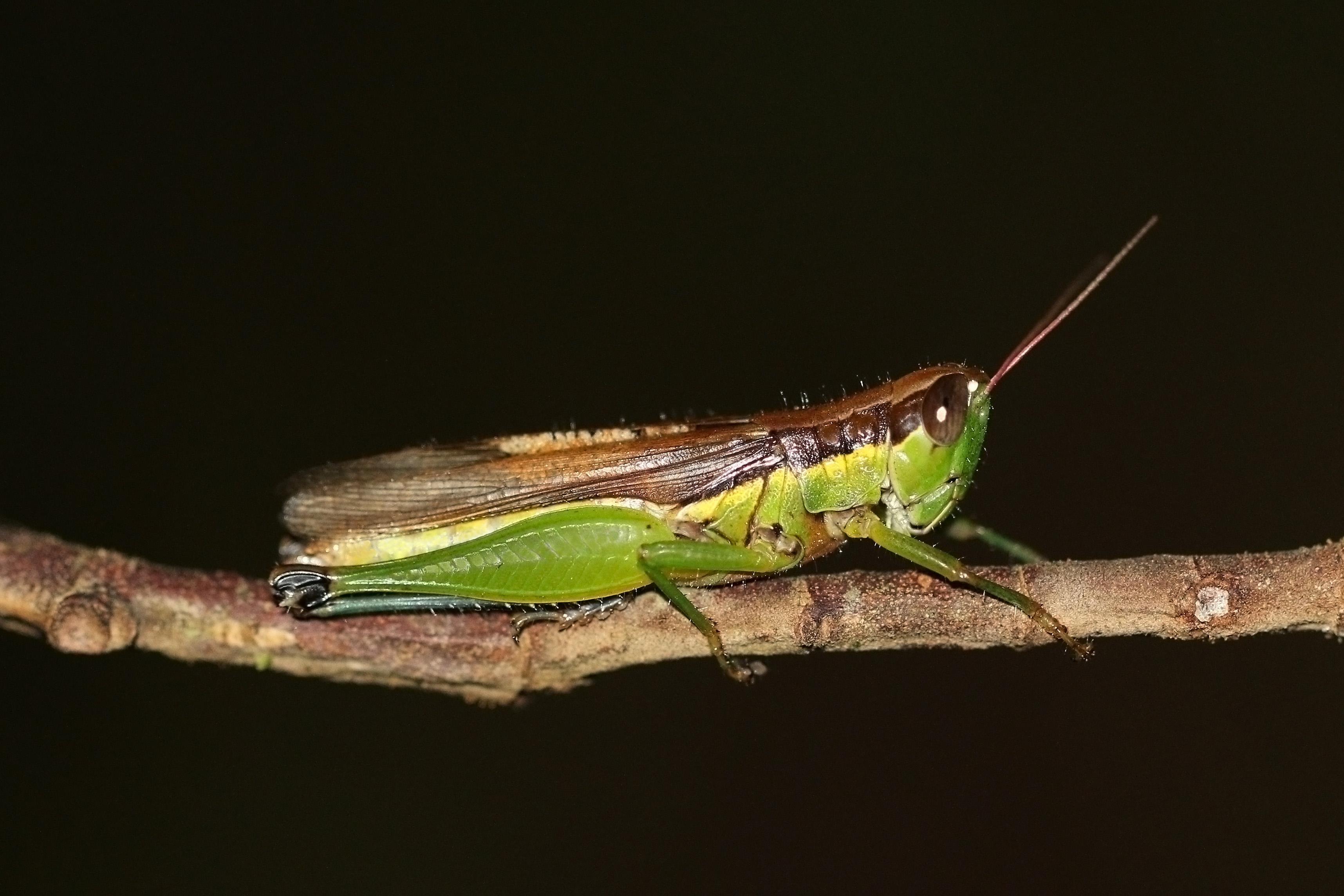
Oxya chinensis (Châu Chấu Lúa)
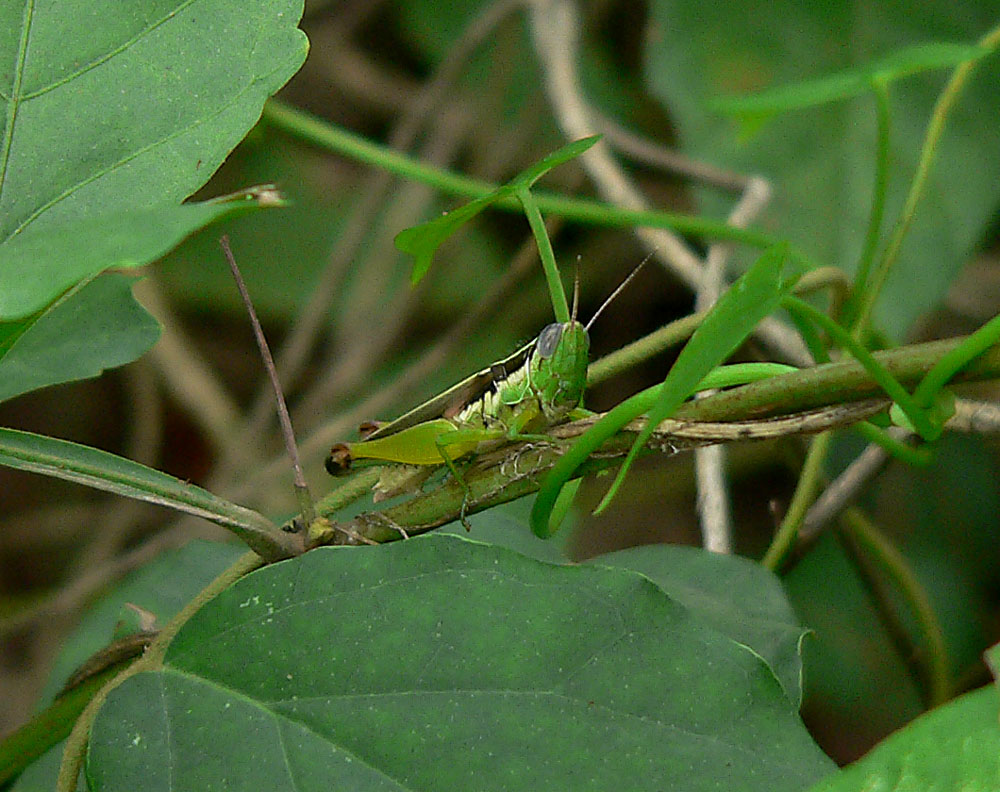
Con cái Oxya hyla, Benin
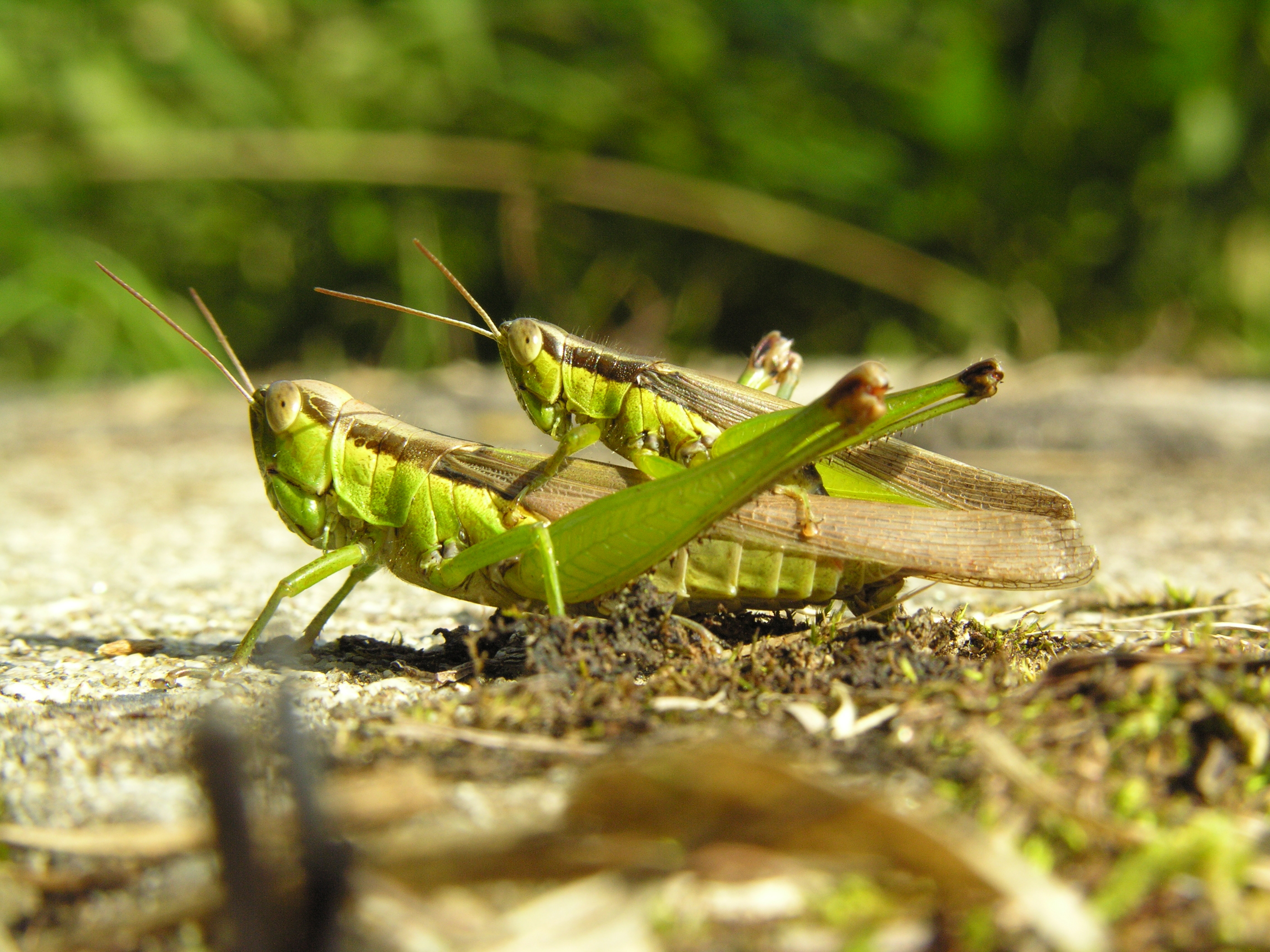
Oxya japonica
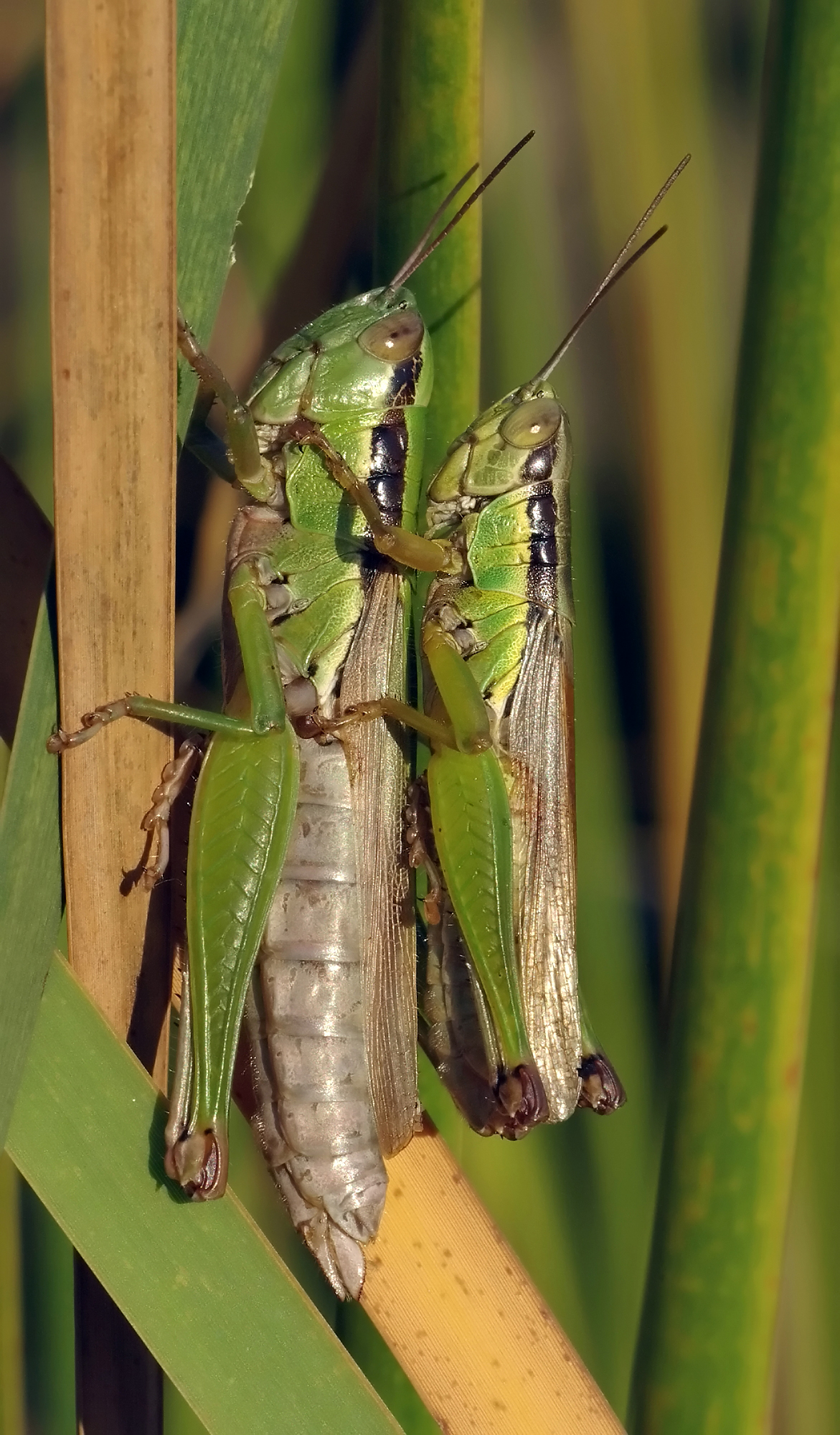
Oxya yezoensis, Nhật Bản